# San Miguel, Zamboanga del Sur
San Miguel là một đô thị cấp năm ở tỉnh Zamboanga del Sur, Philippines. Theo điều tra dân số năm 2000, đô thị này có dân số 15,269 người trong 3.043 hộ.

## Các đơn vị hành chính
San Miguel, về mặt hành chính, được chia thành 18 khu phố (barangay).
| - Betinan - Bulawan - Calube - Concepcion - Dao-an - Dumalian - Fatima - Langilan - Lantawan | - Laperian - Libuganan - Limonan - Mati - Ocapan - Poblacion - San Isidro - Sayog - Tapian |